# Splendor
El equipo Splendor, conocido posteriormente como Hitachi, fue un equipo ciclista belga, de ciclismo en ruta que compitió entre 1975 y 1989.

## Corredor mejor clasificado en las Grandes Vueltas
| Año  | Giro de Italia         | Tour de Francia                 | Vuelta a España        |
| ---- | ---------------------- | ------------------------------- | ---------------------- |
| 1975 | -                      | -                               | -                      |
| 1976 | -                      | -                               | 48.º Willy Scheers     |
| 1977 | -                      | -                               | -                      |
| 1978 | -                      | -                               | 43.º Maurizio Bellet   |
| 1979 | -                      | 38.º Sean Kelly                 | 3.º Michel Pollentier  |
| 1980 | -                      | 4.º Johan De Muynck             | 3.º Claude Criquielion |
| 1981 | -                      | 7.º Johan De Muynck             | -                      |
| 1982 | -                      | 54.º Jean-Philippe Vandenbrande | 16.º Paul Wellens      |
| 1983 | -                      | 18.º Claude Criquielion         | -                      |
| 1984 | -                      | 9.º Claude Criquielion          | -                      |
| 1985 | -                      | 18.º Claude Criquielion         | -                      |
| 1986 | -                      | 43.º Hendrik Devos              | -                      |
| 1987 | -                      | 11.º Claude Criquielion         | -                      |
| 1988 | -                      | 14.º Claude Criquielion         | -                      |
| 1989 | 7.º Claude Criquielion | 36.º Claude Criquielion         | -                      |

## Principales resultados
- Campeonato de Flandes: Alfons van Katwijk (1977), Rudy Matthijs (1984)
- Tour de Flandes: Michel Pollentier (1980), Claude Criquielion (1987)
- Semana Catalana de Ciclismo: Sven-Ake Nilsson (1981)
- Clásica San Sebastián: Claude Criquielion (1983)
- E3 Harelbeke: William Tackaert (1983)
- Flecha Valona: Claude Criquielion (1985, 1989)
- Premio Nacional de Clausura: Jean-Marie Wampers (1985)
- Gran Premio de Midi Libre: Claude Criquielion (1986, 1988)
- Cuatro Días de Dunkerque: Dirk De Wolf (1986)
- Tour de Romandía: Claude Criquielion (1986)
- A través de Flandes: Dirk De Wolf (1989)

### A las grandes vueltas
- Giro de Italia
  - 1 participaciones (1989)
  - 0 victorias de etapa:
  - 0 clasificación finales:
  - 0 clasificaciones secundarias:

- Tour de Francia
  - 11 participaciones (1979, 1980, 1981, 1982, 1983, 1984, 1985, 1986, 1987, 1988, 1989))
  - 8 victorias de etapa:
    - 2 el 1980: Sean Kelly (2)
    - 2 el 1981: Eddy Planckaert, Sean Kelly
    - 3 el 1985: Rudy Matthijs (3)
    - 1 el 1986: Rudy Dhaenens

  - 0 clasificación finales:
  - 0 clasificaciones secundarias:

- Vuelta a España
  - 5 participaciones (1976, 1978, 1979, 1980, 1982)
  - 14 victorias de etapa:
    - 2 el 1979: Sean Kelly (2)
    - 7 el 1980: Sean Kelly (5), Paul Jesson, Etienne De Wilde
    - 5 el 1982: Eddy Planckaert (5)

  - 0 clasificación finales:
  - 2 clasificaciones secundarias:
    - Clasificación de la Regularidad: Sean Kelly (1980)
    - Clasificación por equipos (1980)

## Composición del equipo
| \| Integrantes del equipo 1979 \| Integrantes del equipo 1979 \| Integrantes del equipo 1979 \| Integrantes del equipo 1979 \| \| Corredor \| Fecha de nacimiento \| Equipo previo \| \| \| --------------------------------- \| --------------------------- \| -------------------------------- \| --------------------------- \| \| Herman Beysens \| 27 de mayo de 1950 \| Flandria-Velda-Lano (1978) \| \| \| José Boeve \| 10 de marzo de 1957 \| \| \| \| Eddy Cael \| 24 de octubre de 1945 \| Boule d'Or-Sunair-Colnago (1978) \| \| \| Alain Desaever \| 3 de octubre de 1952 \| Marc Zeepcentrale-Superia (1978) \| \| \| Christian Dumont \| 2 de febrero de 1956 \| Flandria-Velda-Lano (1978) \| \| \| Erich Jagsch (2 de abr–31 de dic) \| 31 de agosto de 1955 \| \| \| \| Paul Jesson (1 de jun–15 de jun) \| 14 de enero de 1955 \| \| \| \| Sean Kelly \| 24 de mayo de 1956 \| Flandria-Velda-Lano (1978) \| \| \| Freddy Libouton \| 1 de noviembre de 1950 \| \| \| \| Ludo Loos \| 13 de enero de 1955 \| C&A (1978) \| \| \| Lieven Malfait \| 18 de junio de 1952 \| Flandria-Velda-Lano (1978) \| \| \| Wim Myngheer \| 23 de marzo de 1955 \| Flandria-Velda-Lano (1978) \| \| \| Ronan Onghena \| 10 de enero de 1957 \| \| \| \| Michel Pollentier \| 13 de febrero de 1951 \| Flandria-Velda-Lano (1978) \| \| \| Pierre Sonnet \| 14 de julio de 1953 \| \| \| \| Ronny Van Marcke \| 2 de octubre de 1947 \| \| \| \| Roger Vershaeve \| 23 de mayo de 1951 \| Flandria-Velda-Lano (1978) \| \| \| Hugo Van Gastel \| 23 de marzo de 1953 \| Carlos-Galli-Alan (1978) \| \| \| \| \| \| \| \| Fuente: Cycling Archives \| \| \| \| |                        |                                  |  |
| Integrantes del equipo 1979 |                        |                                  |  |
| Corredor | Fecha de nacimiento    | Equipo previo                    |  |
| Herman Beysens | 27 de mayo de 1950     | Flandria-Velda-Lano (1978)       |  |
| José Boeve | 10 de marzo de 1957    |                                  |  |
| Eddy Cael | 24 de octubre de 1945  | Boule d'Or-Sunair-Colnago (1978) |  |
| Alain Desaever | 3 de octubre de 1952   | Marc Zeepcentrale-Superia (1978) |  |
| Christian Dumont | 2 de febrero de 1956   | Flandria-Velda-Lano (1978)       |  |
| Erich Jagsch (2 de abr–31 de dic) | 31 de agosto de 1955   |                                  |  |
| Paul Jesson (1 de jun–15 de jun) | 14 de enero de 1955    |                                  |  |
| Sean Kelly | 24 de mayo de 1956     | Flandria-Velda-Lano (1978)       |  |
| Freddy Libouton | 1 de noviembre de 1950 |                                  |  |
| Ludo Loos | 13 de enero de 1955    | C&A (1978)                       |  |
| Lieven Malfait | 18 de junio de 1952    | Flandria-Velda-Lano (1978)       |  |
| Wim Myngheer | 23 de marzo de 1955    | Flandria-Velda-Lano (1978)       |  |
| Ronan Onghena | 10 de enero de 1957    |                                  |  |
| Michel Pollentier | 13 de febrero de 1951  | Flandria-Velda-Lano (1978)       |  |
| Pierre Sonnet | 14 de julio de 1953    |                                  |  |
| Ronny Van Marcke | 2 de octubre de 1947   |                                  |  |
| Roger Vershaeve | 23 de mayo de 1951     | Flandria-Velda-Lano (1978)       |  |
| Hugo Van Gastel | 23 de marzo de 1953    | Carlos-Galli-Alan (1978)         |  |
| |                        |                                  |  |
| Fuente: Cycling Archives |                        |                                  |  |

| \| Integrantes del equipo 1980 \| Integrantes del equipo 1980 \| Integrantes del equipo 1980 \| Integrantes del equipo 1980 \| \| Corredor \| Fecha de nacimiento \| Equipo previo \| \| \| ----------------------------------------- \| --------------------------- \| -------------------------------- \| --------------------------- \| \| Maurizio Bellet \| 18 de noviembre de 1952 \| DAF Trucks-Aida (1979) \| \| \| Herman Beysens \| 27 de mayo de 1950 \| Flandria-Velda-Lano (1978) \| \| \| Joseph Borguet \| 16 de abril de 1951 \| \| \| \| Claude Criquielion \| 11 de enero de 1957 \| Kas-Campagnolo (1979) \| \| \| Johan de Muynck \| 30 de mayo de 1948 \| Bianchi-Faema (1979) \| \| \| Etienne De Wilde \| 23 de marzo de 1958 \| \| \| \| Alain Desaever \| 3 de octubre de 1952 \| Marc Zeepcentrale-Superia (1978) \| \| \| Luc De Smet \| 30 de agosto de 1957 \| \| \| \| Paul Jesson (1 de jun–15 de jun) \| 14 de enero de 1955 \| \| \| \| Sean Kelly \| 24 de mayo de 1956 \| Flandria-Velda-Lano (1978) \| \| \| Lieven Malfait \| 18 de junio de 1952 \| Flandria-Velda-Lano (1978) \| \| \| Alain Meslet (19 de may–31 de dic) \| 8 de febrero de 1950 \| Fiat (1979) \| \| \| Ronan Onghena \| 10 de enero de 1957 \| \| \| \| Walter Peeters \| 14 de noviembre de 1957 \| \| \| \| Daniel Plummer \| 2 de enero de 1957 \| \| \| \| Michel Pollentier \| 13 de febrero de 1951 \| Flandria-Velda-Lano (1978) \| \| \| Pierre Sonnet \| 14 de julio de 1953 \| \| \| \| Guido Van Calster \| 6 de febrero de 1956 \| \| \| \| René Van den Bossche \| 12 de agosto de 1957 \| \| \| \| Jan Wijnants (1 de sep–31 de dic) \| 8 de septiembre de 1958 \| \| \| \| \| \| \| \| \| Fuentes: ProCyclingStats Cycling Archives \| \| \| \| |                         |                                  |  |
| Integrantes del equipo 1980 |                         |                                  |  |
| Corredor | Fecha de nacimiento     | Equipo previo                    |  |
| Maurizio Bellet | 18 de noviembre de 1952 | DAF Trucks-Aida (1979)           |  |
| Herman Beysens | 27 de mayo de 1950      | Flandria-Velda-Lano (1978)       |  |
| Joseph Borguet | 16 de abril de 1951     |                                  |  |
| Claude Criquielion | 11 de enero de 1957     | Kas-Campagnolo (1979)            |  |
| Johan de Muynck | 30 de mayo de 1948      | Bianchi-Faema (1979)             |  |
| Etienne De Wilde | 23 de marzo de 1958     |                                  |  |
| Alain Desaever | 3 de octubre de 1952    | Marc Zeepcentrale-Superia (1978) |  |
| Luc De Smet | 30 de agosto de 1957    |                                  |  |
| Paul Jesson (1 de jun–15 de jun) | 14 de enero de 1955     |                                  |  |
| Sean Kelly | 24 de mayo de 1956      | Flandria-Velda-Lano (1978)       |  |
| Lieven Malfait | 18 de junio de 1952     | Flandria-Velda-Lano (1978)       |  |
| Alain Meslet (19 de may–31 de dic) | 8 de febrero de 1950    | Fiat (1979)                      |  |
| Ronan Onghena | 10 de enero de 1957     |                                  |  |
| Walter Peeters | 14 de noviembre de 1957 |                                  |  |
| Daniel Plummer | 2 de enero de 1957      |                                  |  |
| Michel Pollentier | 13 de febrero de 1951   | Flandria-Velda-Lano (1978)       |  |
| Pierre Sonnet | 14 de julio de 1953     |                                  |  |
| Guido Van Calster | 6 de febrero de 1956    |                                  |  |
| René Van den Bossche | 12 de agosto de 1957    |                                  |  |
| Jan Wijnants (1 de sep–31 de dic) | 8 de septiembre de 1958 |                                  |  |
| |                         |                                  |  |
| Fuentes: ProCyclingStats Cycling Archives |                         |                                  |  |